# Leonard Korowajczyk
Leonard Korowajczyk (ur. 24 marca?/6 kwietnia 1907 w Bogotole na Syberii, zm. wiosną 1940 w Katyniu) – porucznik artylerii Wojska Polskiego, ofiara zbrodni katyńskiej.

## Życiorys
Syn Władysława i Weroniki z Kontrymowiczów. Był absolwentem Gimnazjum im. Czackiego w Wilnie, Państwowej Szkoły Technicznej im. J. Piłsudskiego i Uniwersytetu Stefana Batorego w Wilnie. Ukończył Szkołę Podchorążych Artylerii we Włodzimierzu Wołyńskim w 1932 roku. W 1938 awansował do stopnia porucznika.
W okresie międzywojennym działał w Lidze Obrony Przeciwlotniczej i Przeciwgazowej w Wilnie. Był inspektorem LOPP. Jako przedstawiciel wojewódzkiego LOPP wygłaszał referaty i prowadził spotkania, organizował rozgrywki sportowe.
W 1939 z ramienia Chrześcijańskiego Bloku Rozwoju Gospodarczego m. Wilna wchodzącego w skład OZON-u kandydował do Rady Miasta Wilna z okręgu nr XIV. Jednak w wyniku działań bojówek ozonowych zrezygnował z kandydowania w wyborach.
W 1939 został referentem prasowym premiera rządu.
Działał społecznie. Wchodził w skład Zarządu Koła byłych wychowanków Gimnazjum im. Czackiego, a w 1927 został wybrany jego prezesem. Był członkiem Korporacji Akademickiej K! Conradia w Wilnie. W 1932 został wybrany do Prezydium Korporacji Conradia i został jej Marszałkiem.
Publicysta, pisał artykuły m.in. do „Kuriera Wileńskiego”, „Polski Zbrojnej”, „Przeglądu Lotniczego” oraz prowadził audycje radiowe. W 1931 był członkiem Komitetu Kongresu Eucharystycznego w Wilnie i Archidiecezji Wileńskiej. W 1930 wydał książkę „Grozę chmur”, a w 1939 „Jabłko Newtona: o podstawowych prawach mechaniki”. Współautor „Kursu Przeciwgazowego (dla farmaceutów dyplomowanych)” pod redakcją R. Strażówny.
W sierpniu 1939 zmobilizowany do 3 dywizjonu artylerii przeciwlotniczej. W kampanii wrześniowej walczył w składzie 3 daplot. Po rozwiązaniu oddziału wrócił do Wilna. Wezwany przez NKWD na przesłuchanie, został aresztowany i wywieziony. Figuruje na liście oficerów wywiezionych ze Starobielska, akta osobiste tych oficerów przekazano do UPW (stan na 1 kwietnia 1941). Według stanu na kwiecień 1940 był jeńcem obozu w Kozielsku. 28 kwietnia 1940 przekazany do dyspozycji naczelnika smoleńskiego obwodu NKWD – lista wywózkowa 052/1, poz. 76, nr akt 1340 z 27.04.1940. Został zamordowany między 30 kwietnia 1940 przez NKWD w lesie katyńskim. Zidentyfikowany podczas ekshumacji prowadzonej przez Niemców w 1943, zapis w dzienniku ekshumacji pod datą 02.06.1943. Przy szczątkach znaleziono wizytówki, dwie karty pocztowe (nadawca Halina Korowajczyk, Wilno, ul. Wiwulskiego 6), pozwolenie na broń, kartę członkowską aeroklubu, legitymację LOPP. Figuruje na liście AM-267-3892 i liście Komisji Technicznej PCK pod numerem: GARF-140-03892. We wszystkich dokumentach rosyjskich, jak i spisach AM i PCK figuruje jako podporucznik. Nazwisko Korowajczyka znajduje się na liście ofiar (pod nr 03892) opublikowanej w Gońcu Krakowskim nr 194 i w Nowym Kurierze Warszawskim nr 177 z 1943.

## Życie prywatne
Żonaty z Haliną z Kuczyńskich, miał synów Władysława i Wojciecha.
Halina Korowajczyk w celu ratowania męża przyjęła obywatelstwo litewskie, wyrabiając mu też litewskie obywatelstwo. Władze litewskie nie zdołały uwolnić Korowajczyka z niewoli sowieckiej.
Syn, Władysław Korowajczyk, jest prezesem oddziału Towarzystwa Miłośników Wilna i Ziemi Wileńskiej w Łodzi.

## Upamiętnienie
- Minister obrony narodowej Aleksander Szczygło decyzją Nr 439/MON z 5 października 2007 awansował go pośmiertnie na stopnień kapitana[23]. Awans został ogłoszony 9 listopada 2007, w Warszawie, w trakcie uroczystości „Katyń Pamiętamy – Uczcijmy Pamięć Bohaterów”.
- Krzyż Kampanii Wrześniowej – zbiorowe, pośmiertne odznaczenie pamiątkowe wszystkich ofiar zbrodni katyńskiej (1 stycznia 1986)
- Tablicą epitafijną na Pomniku Katyńskim na Placu Ofiar Zbrodni Katyńskiej w Łodzi.

## Ordery i odznaczenia
- Brązowa Odznaka Honorowa LOPP[24]